# Petrus Munck
Petrus Munck, född 14 juli 1732, död 18 juli 1803, var en svensk professor och biskop i Lunds stift 1794–1803. Han var far till Eberhard Zacharias Munck af Rosenschöld och Brita Catharina Lidbeck.
Petrus Munck föddes i Trolle-Ljungby församling i Skåne, där fadern var kyrkoherde. Han blev student vid Lunds universitet 1745, filosofie magister 1751 samt docent i grekiska och österländska språken 1753. Han vistades därefter i Uppsala till 1756 och gjorde sig där bemärkt med avhandlingen De jure devolutionis (1755). I den påstod han, att en regent skulle avgöra teologiska stridigheter och – utan att kränka samvetsfriheten – bestämma den rådande religionen. Kyrkan kunde inte utan fara för statens lugn ha denna rättighet. Både den teologiska och den filosofiska fakulteten vägrade att betygsätta avhandlingen. Detta skedde först efter Kanslikollegiets befallning. 
Munck erbjöds av  Ihre en docentur i politik, men föredrog att återvända till Lund, där han prästvigdes och blev teologie adjunkt 1757. Trots att han vid teologie doktorspromotionen 1768 förbigicks, lyckades han efter klagomål hos universitetets kansler få avlägga disputationsprov och därpå promoveras. Avhandlingen, benämnd De synergismo recentiori (1769), var en strids- och svarsskrift mot sedermera domprosten i Skara Andreas Knös, som angripit Munck med anledning av några noter, rörande omvändelsen, som denne vidfogat det av honom 1760 utgivna Wöldikes Compendium theologiæ, ett arbete, som länge förblev den antagna läroboken i teologi i hela Skandinavien.
År 1769 blev Munck professor i grekiska och österländska språk, 1775 tredje, 1776 andre teologie professor, 1778 förste teologie professor och domprost. År 1794 utnämndes han till biskop för Lunds stift. Han var medlem av prästeståndet vid riksdagarna 1792 och 1800 och fick under den första Gustav III:s gunst. År 1799 blev hans barn adlade med namnet Munck af Rosenschöld.